# Hida (Gifu)

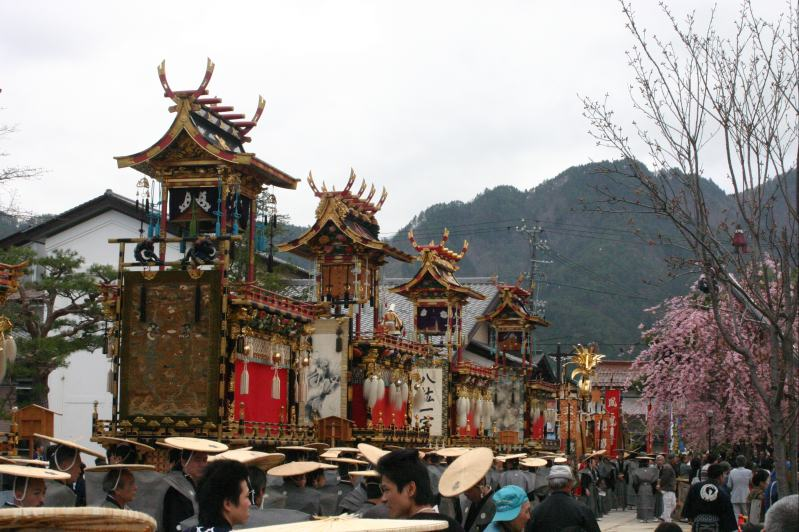
Festival Furukawa

Hida (japonsky:飛騨市 Hida-ši) je japonské město v prefektuře Gifu na ostrově Honšú. Žije zde okolo 28 tisíc obyvatel. Ve městě působí 2 střední školy a 2 vysoké školy. Město je významným producentem rýžového nápoje saké a tradičních japonských svíček. Koná se tu též jarní festival Furukawa.

## Partnerská města
- Leutasch, Rakousko (23. leden 1998)
- Libin, Belgie (9. září 1996)
- Ťia-i, Tchaj-wan (13. říjen 2017)